# Amergin
Amergin, auch Amairgen ['avarʴɣʴinʴ] („Geburt des Klagegesangs“) mit dem Beinamen Glúngel ['gluːnɣʴel] („mit dem hellen Knie“, oder auch „mit der glänzenden Verwandtschaft“) ist in der Keltischen Mythologie Irlands ein Anführer, Druide oder Barde der Milesier.

## Mythologie
Bem ersten Anlandungsversuch der Milesier senden die Túatha Dé Danann mittels fíth-fáth einen „Druidenwind“, der die Schiffe der Söhne des Míl Espáne immer weiter vom Land wegtreibt. Da spricht Amergin seine erste Beschwörung, die den Sturm zum Erliegen bringt:
„Ich beschwöre dich, irisches Land!
Vielbefahren sei die fruchtbare See,
fruchtbar sei der fruchtübersäte Berghang,
fruchtübersät sei der wasserreiche Wald,
wasserreich sei der Fluss des Wasserfalls, [...]“
Nach der geglückten Landung spricht Amergin beim Betreten des Landes (mit dem rechten Fuß zuerst):
„[...] Ich bin ein mächtiger Stier.
Ich bin ein Habicht an der Klippe.
Ich bin ein Tautropfen im Sonnenschein.
Ich bin ein Eber an Kraft. [...]“
Dieses Gedicht findet sein Gegenstück im walisischen Llyfr Taliesin („Buch des Taliesin“). 
Nach der Beruhigung des Windes und der Unterwerfung des Landes folgt die dritte Beschwörung, an das Meer gerichtet:
„Fischreiches Meer!
Fruchtbares Land!
Hervorbrechen der Fische!
Fisch unter Woge! [...]“
Nach dieser erfolgreichen Eroberung Irlands wird die Insel auf Anraten Amergins zwischen Míls Söhnen aufgeteilt, Éber wird Herrscher im Süden, Éremón erhält den Norden.
Der als Gatte Finncháems und Vater Conall Cernachs genannte Amairgin mac Ecit Salaig ist laut Birkhan nicht der hier genannte, sondern der Sohn  eines „schmutzigen Schmiedes“, der es aus eigener Kraft zu Dichterehren bringt.